# نهر بالتيني
نهر بالتيني هو رافد لنهر موترو في رومانيا.